# Liste der Baudenkmäler in Leupoldsgrün
Auf dieser Seite sind die Baudenkmäler in der oberfränkischen Gemeinde Leupoldsgrün zusammengestellt. Diese Tabelle ist eine Teilliste der Liste der Baudenkmäler in Bayern. Grundlage ist die Bayerische Denkmalliste, die auf Basis des Bayerischen Denkmalschutzgesetzes vom 1. Oktober 1973 erstmals erstellt wurde und seither durch das Bayerische Landesamt für Denkmalpflege geführt wird. Die folgenden Angaben ersetzen nicht die rechtsverbindliche Auskunft der Denkmalschutzbehörde.
 Diese Liste gibt den Fortschreibungsstand vom 19. August 2014 wieder und enthält 3 Baudenkmäler.

## Baudenkmäler nach Gemeindeteilen

### Hohenbuch
| Lage                                                                           | Objekt     | Beschreibung    | Akten-Nr.    | Bild       |
| ------------------------------------------------------------------------------ | ---------- | --------------- | ------------ | ---------- |
| Von Hartungs nach Almbranz, Straße nach Leupoldsgrün nahe Hohenbuch (Standort) | Kreuzstein | Mittelalterlich | D-4-75-145-3 | Kreuzstein |

### Leupoldsgrün
| Lage                    | Objekt                              | Beschreibung | Akten-Nr.    | Bild           |
| ----------------------- | ----------------------------------- | --- | ------------ | -------------- |
| Kirchplatz 1 (Standort) | Pfarrhaus                           | Zweigeschossiger Walmdachbau, 1763, ehemals Pfarrscheune, Mansardwalmdachbau, bezeichnet „1747“                       | D-4-75-145-2 | Pfarrhaus      |
| Kirchplatz 3 (Standort) | Evangelisch-lutherische Pfarrkirche | Saalbau mit Westturm, Langhaus zweite Hälfte 17. Jahrhundert mit Ostabschluss von 1899, Turm 1737–38, mit Ausstattung | D-4-75-145-1 | weitere Bilder |